# Rallycross di Finlandia
Il Rallycross di Finlandia (ufficialmente denominato Rallycross of Finland) è una prova di rallycross che si svolge in Finlandia e dal 1976 è sede abituale di una prova del campionato europeo rallycross, chiamata Euro RX of Finland, mentre dal 2014 ha sporadicamente fatto parte anche del campionato del mondo rallycross, con il nome di World RX of Finland.

## Storia
Dal 1974 al 1978 la rassegna finlandese si disputò a Vantaa, città situata nella regione dell'Uusimaa; proprio nel 1974 la gara entrò a far parte del Campionato europeo rallycross Embassy/ERA, serie internazionale nata nel 1973 come progenitrice del campionato europeo rallycross, che venne istituito ufficialmente nel 1976.
L'edizione del 1979, sempre valida per l'Euro RX, si svolse invece a Hyrylä, villaggio situato nel comune di Tuusula, mentre a partire dall' anno successivo la manifestazione si spostò a Hämeenlinna sulla pista Ahveniston moottorirata, facendo parte del massimo campionato continentale per tutte le edizioni sino al 1999, quando l'appuntamento finlandese perse la validità europa e non venne più inserito nel programma per oltre un decennio.

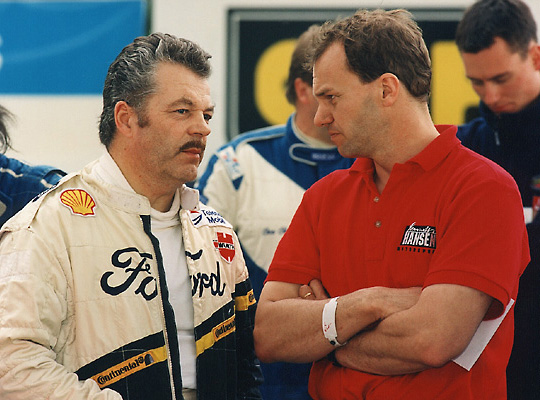
Martin Schanche (a sinistra) vincitore di otto edizioni, a colloquio con il 14 volte campione europeo Kenneth Hansen, mai riuscito ad imporsi in Finlandia nella classe regina

Dal 2010 la manifestazione tornò a essere presente nel programma dell'Euro RX ma da allora si tiene sul circuito Tykkimäen Moottorirata di Kouvola, cittadina situata nella regione del Kymenlaakso. 
Nel 2014 fece inoltre parte del neonato campionato mondiale (World RX) ma dal 2015 al 2019 non fu più disputata né a livello mondiale né europeo. Nel 2020 infine la gara venne reinserita nel mondiale in sostituzione di quella francese che era stata annullata a causa della pandemia da COVID-19 diffusasi in tutto il pianeta a partire dai primi mesi dell'anno.
Primatista di successi è il norvegese Martin Schanche, vincitore di otto edizioni tra il 1981 e il 1998, di cui quattro consecutive dal 1994 al 1998; al secondo posto nella graduatoria dei plurivincitori è il pilota di casa Matti Alamäki con quattro affermazioni, la prima nel 1985 e poi ulteriori tre consecutiva dal 1988 al 1990; terzo in classifica lo svedese Per-Inge Walfridsson, vincitore dal 1978 al 1980. Seguono a quota due successi l'austriaco Franz Wurz (1976 e 1982) e lo Stati Uniti d'America Tanner Foust (2013 e 2014). Curiosamente il pilota più vittorioso nella storia del campionato europeo, il quattordici volte campione continentale Kenneth Hansen, non è mai riuscito a imporsi nella classe regina nella kermesse finlandese.

## Edizioni
Vengono indicati soltanto i vincitori nella massima categoria: Supercar (dal 2011 in poi), Division 1 (dal 1997 al 2010), Division 2 (dal 1982 al 1996) e TC Division (dal 1978 al 1981).

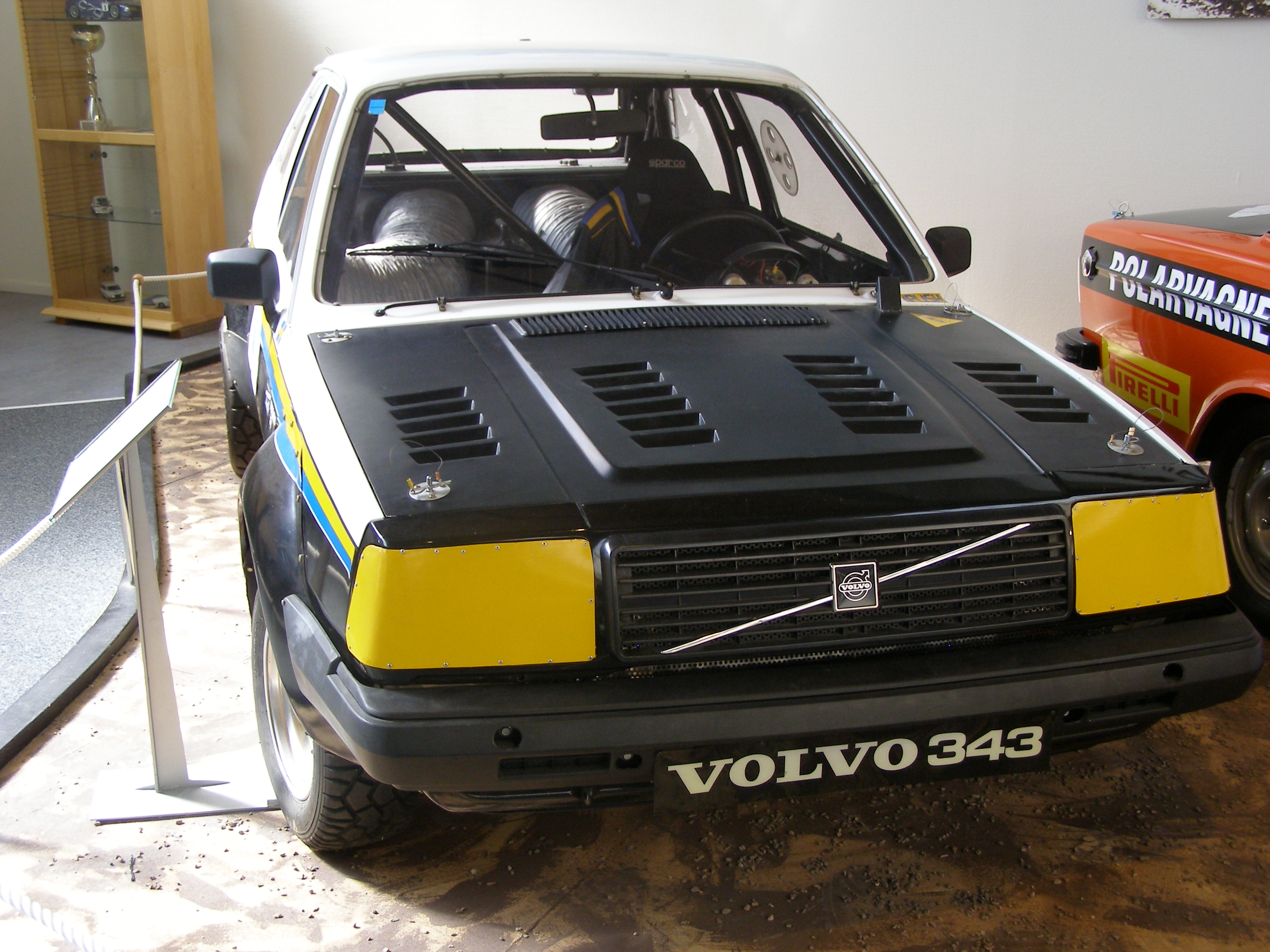
La Volvo 343 Turbo con la quale Per-Inge Walfridsson vinse l'edizione nonché il campionato europeo del 1980

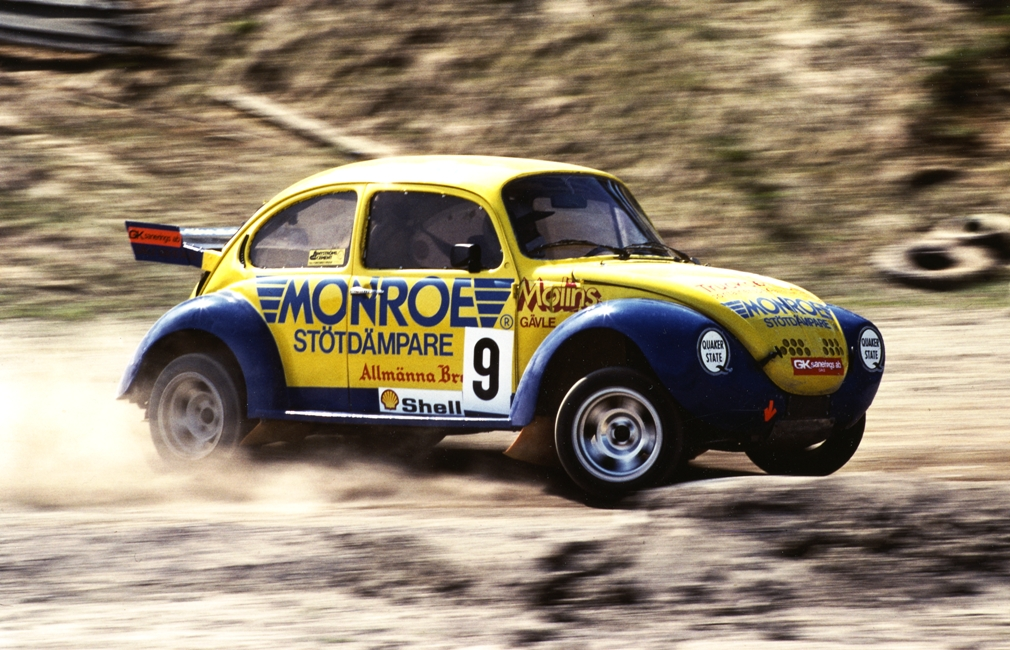
Mikael Nordström in gara nel 1985

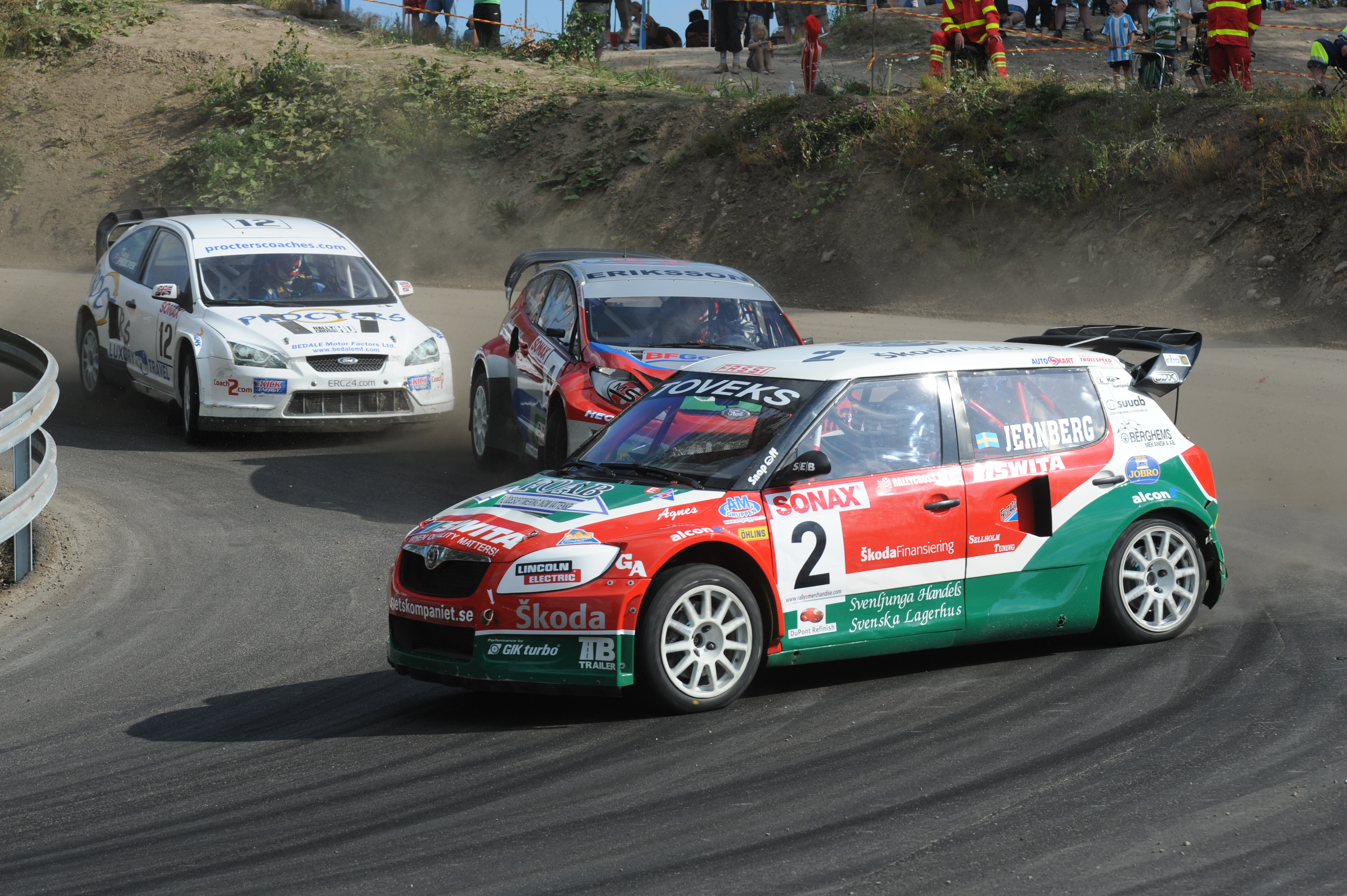
Fase di gara durante l'edizione del 2010

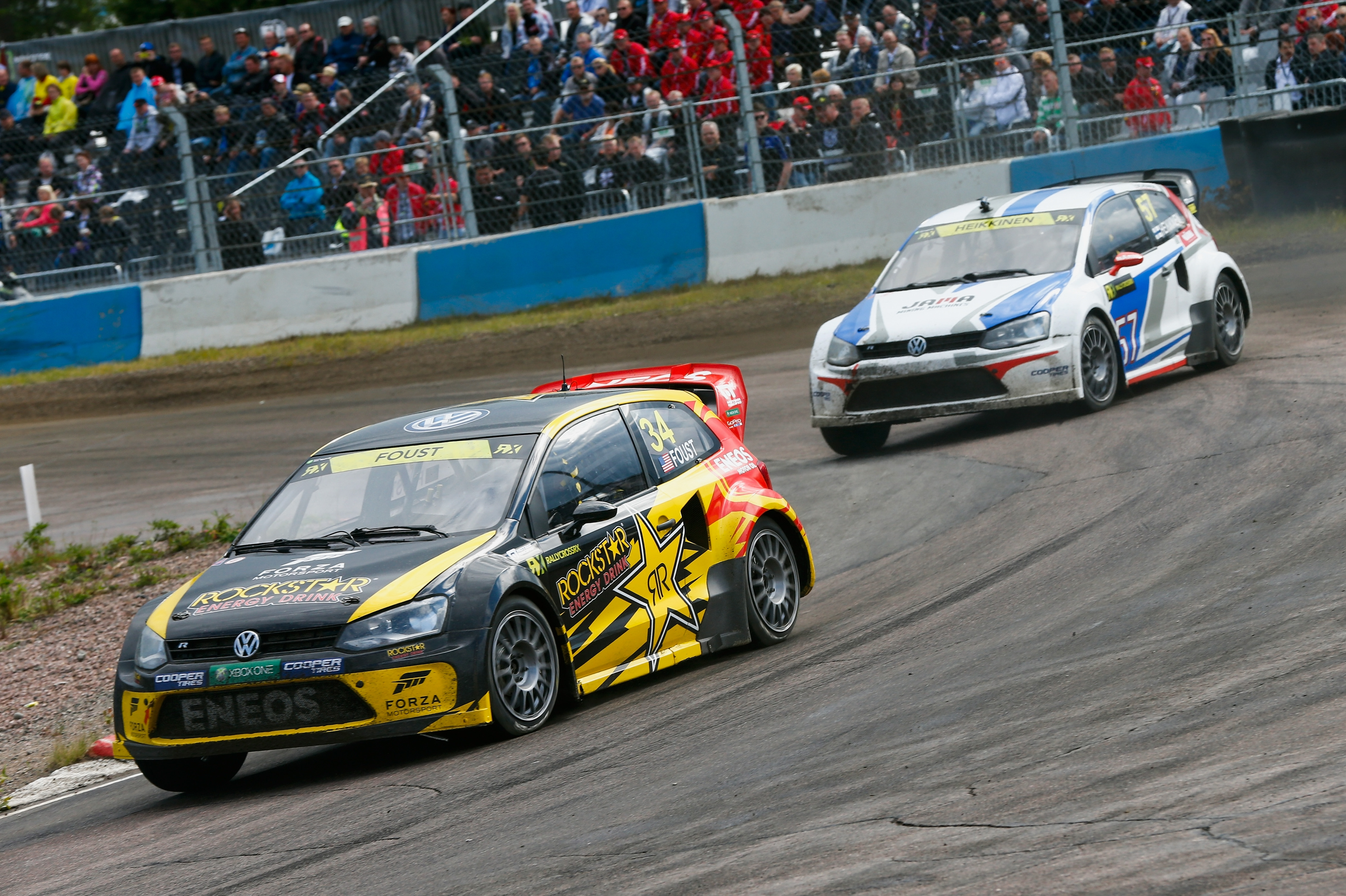
Tanner Foust (a sinistra), vincitore nell'edizione mondiale del 2014

| Anno                  | Denominazione                 | Validità          | Vincitori            | Auto                        | Scuderia                      |
| Sede: Vantaa          | Sede: Vantaa                  | Sede: Vantaa      | Sede: Vantaa         | Sede: Vantaa                | Sede: Vantaa                  |
| --------------------- | ----------------------------- | ----------------- | -------------------- | --------------------------- | ----------------------------- |
| 1974                  | Rallycross of Finland 1974    | Embassy/ERA       | Björn Waldegård      | Porsche Carrera RSR         | nd                            |
|                       |                               |                   |                      |                             |                               |
| 1975                  | Rallycross of Finland 1975    | Embassy/ERA       | Dick Riefel          | VW 1303 S 3.0               | nd                            |
|                       |                               |                   |                      |                             |                               |
| 1976                  | Rallycross of Finland 1976    | Euro RX           | Franz Wurz           | Lancia Stratos HF 2.4 12V   | nd                            |
|                       |                               |                   |                      |                             |                               |
| 1977                  | Rallycross of Finland 1977    | Euro RX           | Herbert Grünsteidl   | Renault-Alpine A310 V6      | nd                            |
|                       |                               |                   |                      |                             |                               |
| 1978                  | Rallycross of Finland 1978    | Euro RX           | Per-Inge Walfridsson | Volvo 343 Turbo             | nd                            |
|                       |                               |                   |                      |                             |                               |
| Sede: Hyrylä, Tuusula |                               |                   |                      |                             |                               |
| 1979                  | Rallycross of Finland 1979    | Euro RX           | Per-Inge Walfridsson | Volvo 343 Turbo             | nd                            |
|                       |                               |                   |                      |                             |                               |
| Sede: Hämeenlinna     |                               |                   |                      |                             |                               |
| 1980                  | Rallycross of Finland 1980    | Euro RX           | Per-Inge Walfridsson | Volvo 343 Turbo             | nd                            |
|                       |                               |                   |                      |                             |                               |
| 1981                  | Rallycross of Finland 1981    | Euro RX           | Martin Schanche      | Ford Escort RS1800 Turbo    | nd                            |
|                       |                               |                   |                      |                             |                               |
| 1982                  | Rallycross of Finland 1982    | Euro RX           | Franz Wurz           | Audi quattro                | nd                            |
|                       |                               |                   |                      |                             |                               |
| 1983                  | Rallycross of Finland 1983    | Euro RX           | Walter Mayer         | Audi quattro                | nd                            |
|                       |                               |                   |                      |                             |                               |
| 1984                  | Rallycross of Finland 1984    | Euro RX           | Martin Schanche      | Ford Escort XR3 T16 4x4     | nd                            |
|                       |                               |                   |                      |                             |                               |
| 1985                  | Rallycross of Finland 1985    | Euro RX           | Matti Alamäki        | Porsche 935 BiTurbo 4x4     | nd                            |
|                       |                               |                   |                      |                             |                               |
| 1986                  | Rallycross of Finland 1986    | Euro RX           | Martin Schanche      | Ford Escort XR3 T16 4x4     | nd                            |
|                       |                               |                   |                      |                             |                               |
| 1987                  | Rallycross of Finland 1987    | Euro RX           | Seppo Niittymäki     | Peugeot 205 Turbo 16 E2     | nd                            |
|                       |                               |                   |                      |                             |                               |
| 1988                  | Rallycross of Finland 1988    | Euro RX           | Matti Alamäki        | Peugeot 205 Turbo 16 E2     | nd                            |
|                       |                               |                   |                      |                             |                               |
| 1989                  | Rallycross of Finland 1989    | Euro RX           | Matti Alamäki        | Peugeot 205 Turbo 16 E2     | nd                            |
|                       |                               |                   |                      |                             |                               |
| 1990                  | Rallycross of Finland 1990    | Euro RX           | Matti Alamäki        | Peugeot 205 Turbo 16 E2     | nd                            |
|                       |                               |                   |                      |                             |                               |
| 1991                  | Rallycross of Finland 1991    | Euro RX           | Martin Schanche      | Ford RS200 E2               | nd                            |
|                       |                               |                   |                      |                             |                               |
| Sede: Suonenjoki      |                               |                   |                      |                             |                               |
| 1992                  | Rallycross of Finland 1992    | Euro RX           | Will Gollop          | MG Metro 6R4 BiTurbo        | nd                            |
|                       |                               |                   |                      |                             |                               |
| Sede: Hämeenlinna     |                               |                   |                      |                             |                               |
| 1993                  | Rallycross of Finland 1993    | Euro RX           | Tommy Kristoffersson | Audi Coupé S2 20V           | nd                            |
|                       |                               |                   |                      |                             |                               |
| 1994                  | Rallycross of Finland 1994    | Euro RX           | Martin Schanche      | Ford Escort RS2000 T16 4x4  | nd                            |
|                       |                               |                   |                      |                             |                               |
| 1995                  | Rallycross of Finland 1995    | Euro RX           | Martin Schanche      | Ford Escort RS2000 T16 4x4  | nd                            |
|                       |                               |                   |                      |                             |                               |
| 1997                  | Rallycross of Finland 1997    | Euro RX           | Martin Schanche      | Ford Escort RS2000 T16 4x4  | nd                            |
|                       |                               |                   |                      |                             |                               |
| 1998                  | Rallycross of Finland 1998    | Euro RX           | Martin Schanche      | Ford Escort RS2000 T16 4x4  | nd                            |
|                       |                               |                   |                      |                             |                               |
| 1999                  | Rallycross of Finland 1999    | Euro RX           | Eivind Opland        | Mitsubishi Carisma GT Evo 6 | nd                            |
|                       |                               |                   |                      |                             |                               |
| Sede: Kouvola         |                               |                   |                      |                             |                               |
| 2010                  | Rallycross of Finland 2010    | Euro RX           | Liam Doran           | Citroën C4 T16 4x4          | Citroën Total Rallycross Team |
|                       |                               |                   |                      |                             |                               |
| 2012                  | Rallycross of Finland 2012    | Euro RX           | Timur Timerzjanov    | Citroën DS3 T16 4x4         | Namus Hansen Motorsport       |
|                       |                               |                   |                      |                             |                               |
| 2013                  | Rallycross of Finland 2013    | Euro RX           | Tanner Foust         | Ford Fiesta ST MK6          | Olsbergs MSE                  |
|                       |                               |                   |                      |                             |                               |
| 2014                  | Rallycross of Finland 2014    | World RX          | Tanner Foust         | VW Polo                     | Marklund Motorsport           |
|                       |                               |                   |                      |                             |                               |
| 2020                  | CapitalBox RX of Finland 2020 | World RX - gara 1 | Johan Kristoffersson | VW Polo GTI RX              | Kristoffersson Motorsport     |
| 2020                  | CapitalBox RX of Finland 2020 | World RX - gara 2 | Niclas Grönholm      | Hyundai i20 WRX             | GRX Taneco                    |